# Вистычи
Ви́стычи (бел. Вістычы) — агрогородок в Брестском районе Брестской области Белоруссии. Входит в состав Чернавчицкого сельсовета. Расположен на правом берегу реки Лесная. Население — 798 жителей (2019).

## География
Агрогородок находится в 12 км (14 км по автодорогам) к северу от центра города Брест и в 5 км по автодорогам к западу от центра сельсовета, агрогородка Чернавчицы. По восточной окраине села протекает река Лесная. С севера к Вистычам примыкает деревня Козловичи. Местными дорогами село связано с Брестом и окрестными агрогородками — Чернавчицами, Большими Мотыкалами, Остромечево. Ближайшая железнодорожная станция Мотыкалы (линия Брест — Белосток) находится в семи километрах от Вистычей.

## История

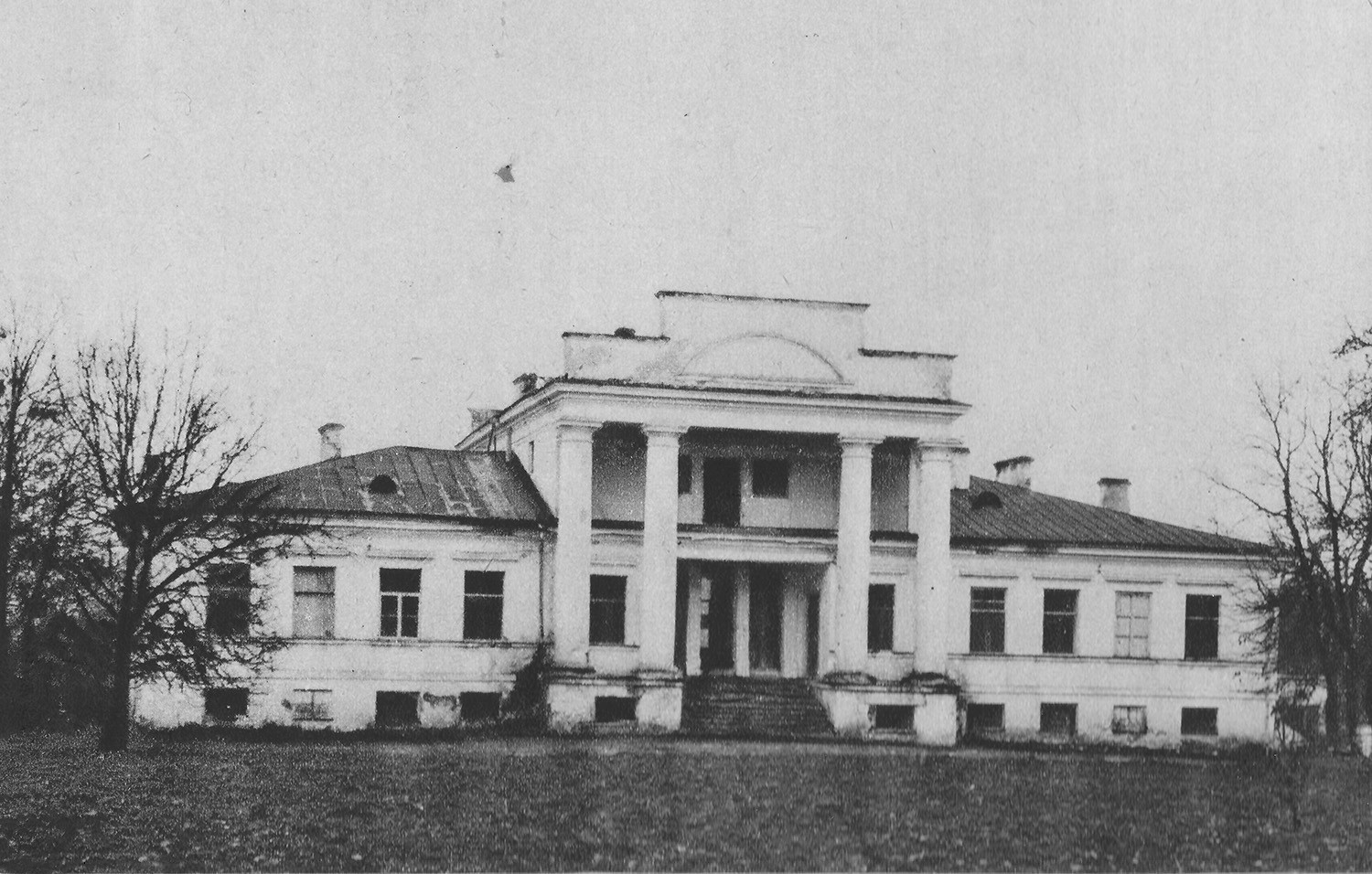
Усадебный дом Ягминов на фото 1930 года

Поселение известно с XV века, как имение рода Насут. С XVI века местечко было дворянским имением в Берестейском воеводстве Великого княжества Литовского. Несколько раз сменив владельцев, в 1566 году оно перешло к воеводе берестейскому Юрию Тышкевичу. Тышкевичи владели Вистычами два века, вплоть до второй половины XVIII века.
Важную роль в истории местечка сыграл подкоморий брестский Евстафий Тышкевич, который в 1678 году основал здесь мужской цистерцианский монастырь. После пожара 1748 года в монастыре был возведён каменный костёл, сохранившийся до наших дней.
Со второй половины XVIII века имение находилось в собственности Павла Ягмина, в 1808 году ему наследовал его племянник, тоже Павел. После третьего раздела Речи Посполитой (1795 год) Вистычи в составе Российской империи, с 1801 года принадлежали Гродненской губернии.
После подавления восстания 1830 года монастырь был закрыт, а церковь стала обычным приходским католическим храмом святой Софии. Однако после поражения восстания 1863 года храм был превращён в православную Крестовоздвиженскую церковь.

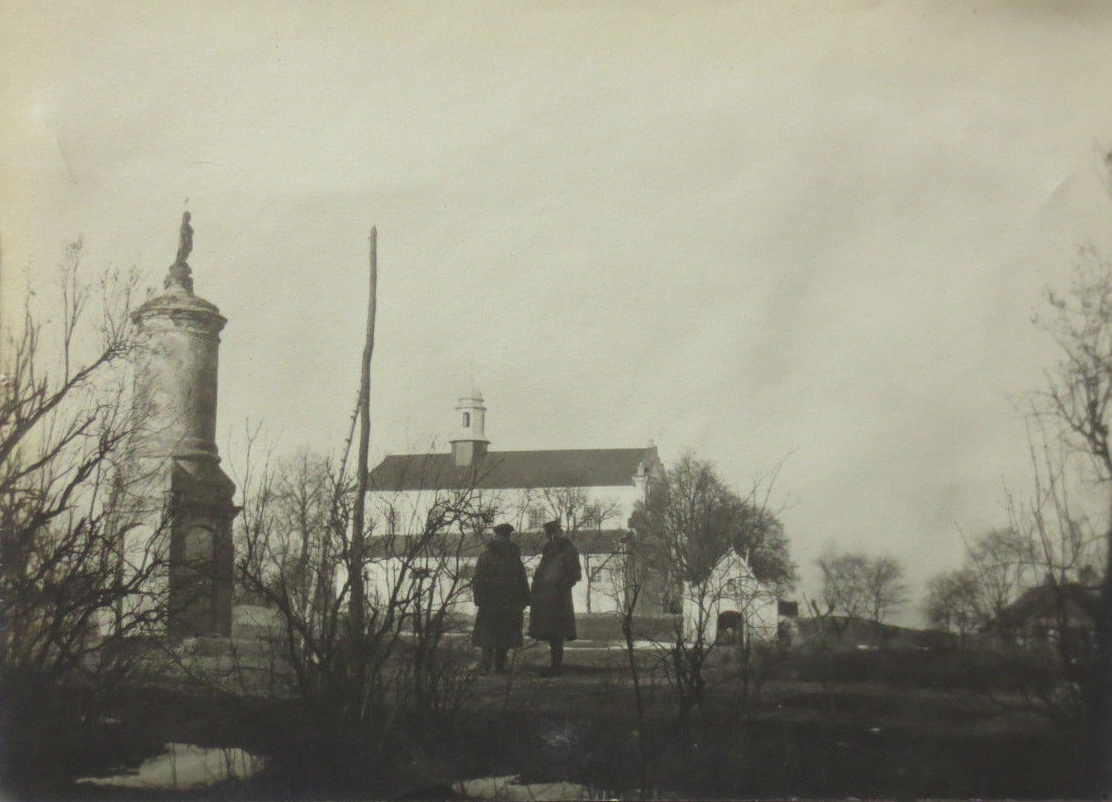
Вистычи на немецком фото 1916 года

В 1840 годах Павел Ягмин заложил здесь дворянскую усадьбу. При нём и при его сыне Станиславе на берегу реки Лесной появился усадебный комплекс с парком. Станислав Ягмин продал усадьбу перед началом первой мировой войны, после 1920 года она была заброшена и до наших дней не сохранилась.
В 1890 году работало народное училище, размер имения С. Ягмина составлял 383 десятины земли.
В 1905 году Вистычи находились в Мотыкальской волости Брестского уезда.
Согласно Рижскому мирному договору (1921) Вистычи вошли в состав межвоенной Польши, где принадлежали гмине Мотыкалы Брестского повета Полесского воеводства. В 1921 году насчитывалось 3 двора, работала водяная мельница. С 1939 года в составе БССР, в 1940 году — 5 дворов.
29 декабря 2010 года деревня Вистычи была преобразована в агрогородок.

## Население
На 1 января 2018 года насчитывалось 776 жителей в 256 домохозяйствах, из них 160 младше трудоспособного возраста, 483 — в трудоспособном возрасте и 133 — старше трудоспособного возраста.

## Экономика
С января 1981 года в деревне располагается центральная усадьба совхоза «Рассвет», в 2001 году преобразованного в Коммунальное унитарное сельскохозяйственное предприятие совхоз-сад «Рассвет».

## Инфраструктура
В агрогородке находятся средняя школа, ясли-сад, фельдшерско-акушерский пункт, 2 магазина, сельский Дом культуры с библиотекой, кладбище, почтовое отделение.

## Культура
- Музей ГУО "Средняя школа аг. Вистычи"

## Достопримечательности
- Каменная Крестовоздвиженская церковь (1678). Памятник архитектуры. Включена в Государственный список историко-культурных ценностей Республики Беларусь[10].  Историко-культурная ценность Республики Беларусь, шифр 112Г000075. Храм действующий, в 2011 году в нём начались ремонтно-восстановительные работы[11].
- Мемориальная колонна Матери Божией (Придорожная часовня), XVIII век. До 1945 года верх часовни украшала фигура Богоматери  Историко-культурная ценность Республики Беларусь, шифр 113Г000076
- Башня въездных ворот — единственное, что сохранилось от усадьбы Ягминов.
- Памятник воинской славы[7].

### Утраченное наследие
- Дворцово-парковый ансамбль Ягминов
- Каплица-усыпальница Ягминов

## Галерея

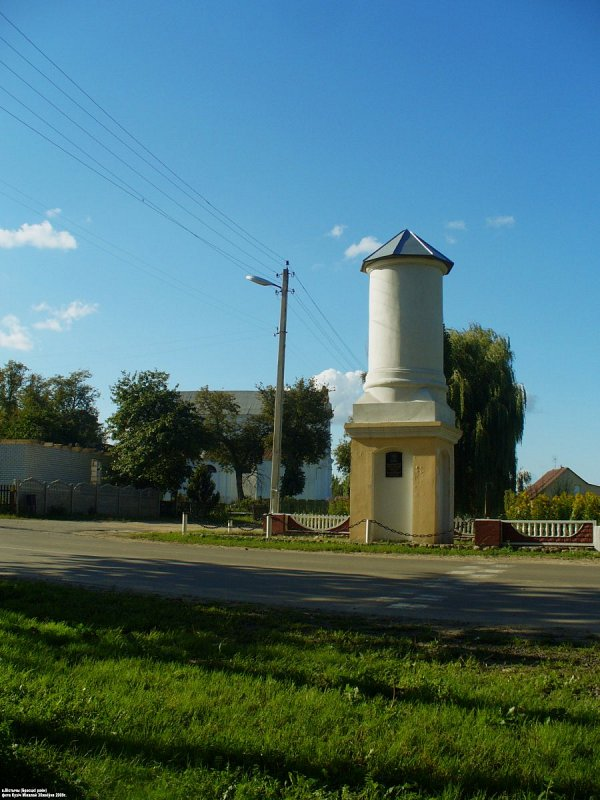
Придорожная часовня
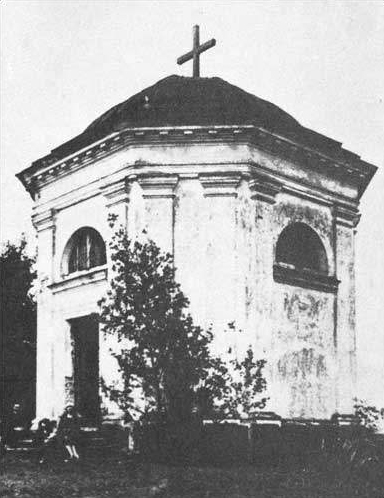
Часовня-усыпальница Ягминов, 1928 г.
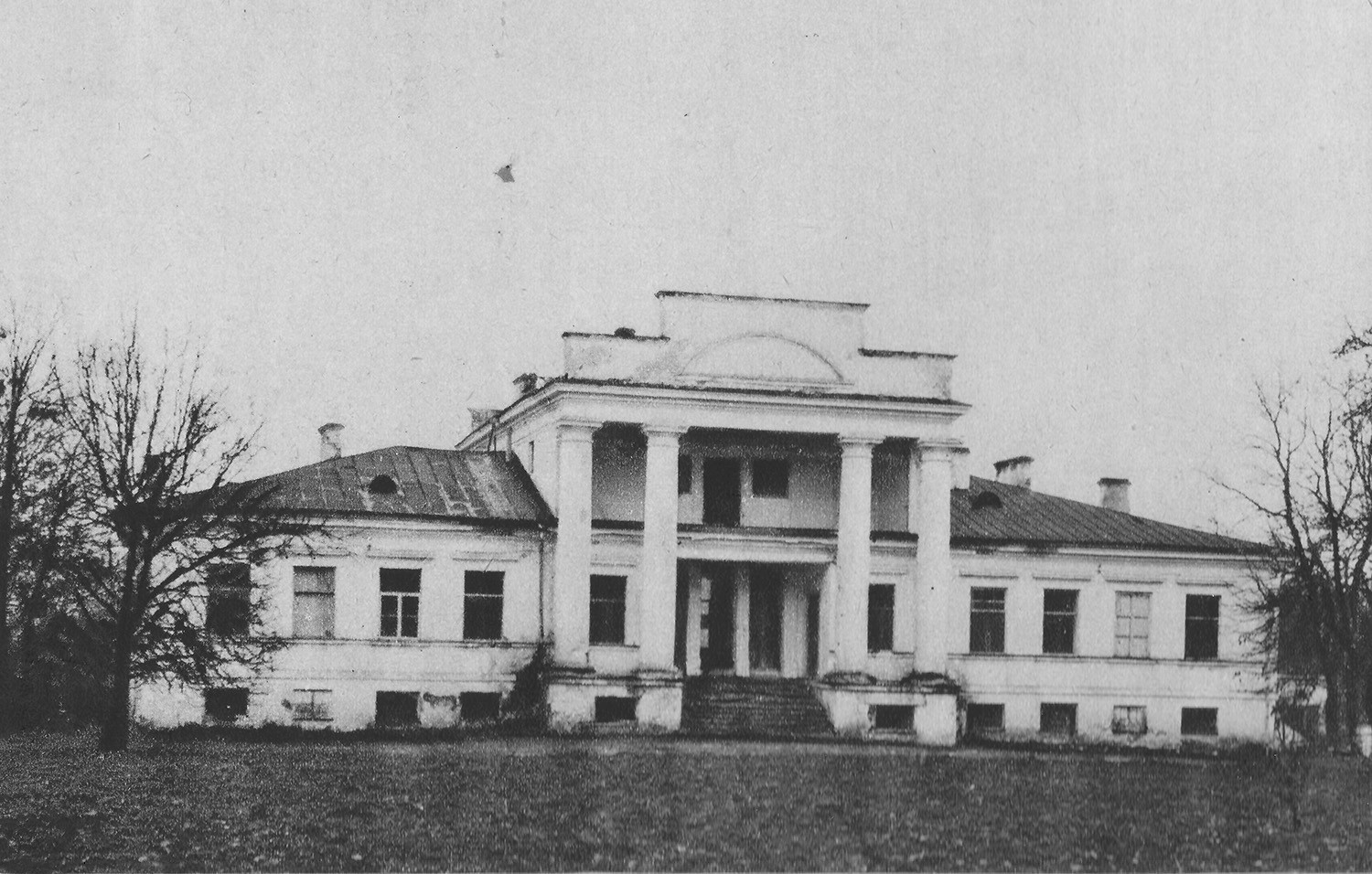
Дворец Ягминов, 1930 г.
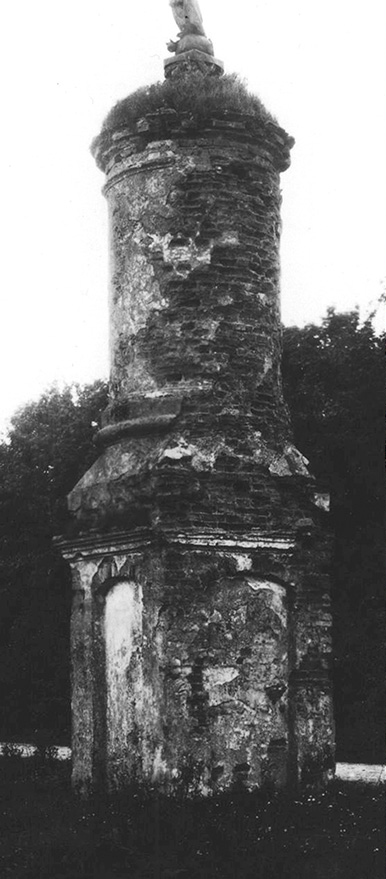
Придорожная каплица, 1939 г.